# Dominik Orłowski
Dominik Orłowski herbu Lubicz (ur. ok. 1686, zm. ok. 1789), pułkownik polskiej husarii, towarzysz chorągwi pancernej i łowczy dobrzyński.

## Rodzina
Pochodził z rodziny szlacheckiej, pieczętującej się herbem Lubicz. Ojciec Dominika, Andrzej (zm. 1697) pełnił obowiązki podczaszego dobrzyńskiego. Posiadał majątki ziemskie: Konotopie, Lubin i Murzynów. Matka Urszula z Ruszkowskich pieczętowała się herbem Pobóg, pochodziła ze średnio zamożnej szlachty. Dziad Paweł Orłowski (zm. 1697) był sekretarzem królewski i skarbnikiem dobrzyńskim. Pradziad Stanisław Orłowskiego (zm. 1659) był komornikiem i pisarzem ziemskich dobrzyńskim.
Dominik Orłowski był potomkiem Walentego Orłowskiego, kasztelana dobrzyńskiego z 1545 roku.
Do rodzeństwa Dominika należeli Jan Paweł Orłowski i Karol. Pierwszy z nich poślubił Konstancję Łoś, córkę Władysława, kasztelana rypińskiego i został protoplastą wołyńskiej gałęzi rodu. Drugi Karol był prałatem i archidiakonem kijowskim, autorem „Defeusa Biskupstwa i diecezji kijowskiej.
Dwukrotnie żonaty. Pierwsza żona Zofia Malinowska urodziła troje dzieci: Justynę, późniejszą żonę Leonarda Marcina Świeykowskiego, kasztelana kamieńskiego i wojewody podolskiego; Annę, żonę Macieja Świeykowskiego, rodzonego brata Leonarda Marcina; Wawrzyńca Józefa (1745-1769), konfederata barskiego zmarłego w 24 roku życia.
Druga żona Katarzyna Pruszyńska herbu Rawicz urodziła syna Jana Onufrego Orłowskiego (zm. 1793), łowczego nadwornego koronnego. Dominik Orłowski dożył sędziwej starości. Zmarł mając 103 lata.

## Kariera
Wstąpił w szeregi wojskowe i został towarzyszem chorągwi pancernej od 1719 roku. W latach 1754–1760 był łowczym dobrzyńskim. Od 1762 roku na stanowisku pułkownika husarii.

## Dobra majątkowe
Posiadał liczne dobra majątkowe. Był panem na części ziem Konotopie i Lubinek. Do 1715 roku posiadał Jampol z przyległymi terenami. Od 1763 był właścicielem Szymkowic na Wołyniu i Minkowic na Podolu.